# イメージフォーラム
イメージフォーラム (Image Forum) は、東京都渋谷区を拠点に、映画・映像関連の活動をしている団体である。シネマテーク、映画館、出版社、映像作家の養成、映像関連の講演などを事業活動している。
映像作家のかわなかのぶひろが1977年（昭和52年）に設立して実験映画の制作・配給・上映、さらに映像作家育成の講座を開設していた団体「アンダーグラウンド・センター」が前身。かわなかの妻である富山加津江（とみやま かつえ）が代表を務める。1987年から毎年、国内外の芸術的な作品を集めた祭典「イメージフォーラム・フェスティバル」を開催している。

## シアター・イメージフォーラム
四谷にあった映画館「シネマテーブル」を移転する形で、2000年（平成12年）9月に開業した。建物は建築家・高崎正治の設計であり、1階の「イメージフォーラム1」と地下に「イメージフォーラム2」の2つの上映室がある。イメージフォーラムは2008年（平成20年）に始まった取り組み、映画館大賞に参加している。

## ダゲレオ出版
1980年（昭和55年）、イメージフォーラムの出版部門として設立された。所在地はイメージフォーラムと同一で、代表もイメージフォーラムと同じく富山が務めている。
1980年6月、かわなかが編集長として雑誌『月刊イメージフォーラム』を創刊するが、95年7月に休刊。99年に季刊誌『イメージフォーラム』として復刊するが、2000年に再度休刊となった。

### 関係者
- 服部滋 - 「月刊イメージフォーラム」創刊メンバーでのちに編集長。のちにウェッジ文庫の編集長もつとめた。
- 高崎俊夫 - フリー編集者。「月刊イメージフォーラム」の編集部に勤務していた。
- 梅本洋一 - 評論家。「月刊イメージフォーラム」に連載をもっていた。

## イメージフォーラム映像研究所
イメージフォーラムに併設されており、映像関連の講座を開講している。

### 関係者
- 白川幸司 - 映画監督。イメージフォーラム映像研究所修了
- 村上賢司 - 映画監督。イメージフォーラム映像研究所修了
- 大木裕之 - 映像作家。イメージフォーラム映像研究所修了
- 井口奈己 - 映画監督。イメージフォーラム映像研究所修了
- 望月六郎 - ポルノビデオ監督。イメージフォーラム映像研究所修了
- 成瀬活雄 - 映画監督。イメージフォーラム映像研究所修了
- ALIMO -  現代美術作家。イメージフォーラム映像研究所修了
- 金村修 - 写真家。イメージフォーラム映像研究所修了
- タナダユキ - 映画監督。イメージフォーラム映像研究所修了
- 岩田ユキ - 映画監督。イメージフォーラム映像研究所修了
- 竹林紀雄 - テレビ演出家。日本映画監督協会理事。イメージフォーラム映像研究所修了
- 石田尚志 - 現代美術家。イメージフォーラム映像研究所修了
- 大山慶 - アニメーション作家。イメージフォーラム映像研究所修了
- 野村雅夫 - DJ。イメージフォーラム映像研究所修了
- 亜矢乃 - タレント。イメージフォーラム映像研究所修了
- 加藤到 - 映像学者。イメージフォーラム映像研究所修了
- 渡辺智史 - 映像作家。イメージフォーラム映像研究所修了
- 久保直樹 - 映画監督。イメージフォーラムより受賞
- 平林勇 - 映像監督。イメージフォーラムより受賞
- Visual Brains - 映像作家ユニット。イメージフォーラムより受賞
- 青木英美 - 脚本家。イメージフォーラムより受賞
- 平野勝之 - ポルノビデオ監督。イメージフォーラムより受賞
- 鈴木志郎康 - 映像作家。イメージフォーラム講師